# جیکاب (ایلینوی)
جیکاب (به انگلیسی: Jacob) یک منطقهٔ مسکونی در ایالات متحده آمریکا است که در شهرستان جکسون، ایلینوی واقع شده‌است. جیکاب ۱۰۷٫۹ متر بالاتر از سطح دریا واقع شده‌است.